# Бендеров, Владимир Николаевич
Влади́мир Никола́евич Бенде́ров (4 августа 1924, Москва — 3 июня 1973, Гуссенвиль) — советский инженер-испытатель авиационной техники, кандидат в космонавты (целевой набор «Восход»), генерал-майор инженерно-технической службы.

## Биография
Родился 4 августа 1924 года в Москве. Отец — Бендеров Николай Иванович (1882—1952), врач-инфекционист; мать — Бендерова Вера Ильинична (1888—1968), домохозяйка. В 1941 году окончил среднюю школу № 426 (по другим данным № 508) города Москвы. В 1943 году окончил спецшколу ВВС № 8 в Саратове.
С 10 июля 1943 года учился во 2-м Чкаловском военно-авиационном училище лётчиков-наблюдателей и штурманов, из-за пониженного светоощущения был переведён на учёбу в Васильковскую военную школу авиационных механиков находящуюся в городе Миассе, окончил её в 1944 году.
В 1950 году окончил факультет «Двигатели для летательных аппаратов» в Военно-воздушной инженерной академии имени Н. Е. Жуковского.
С 17 июля 1950 года — инженер-старший испытатель моторного отдела Управления испытаний моторов и топлив ГКНИИ ВВС, с 9 июля 1951 года — старший инженер-испытатель 3-го отделения 1-го отдела 2-го Управления испытаний авиадвигателей ГКНИИ ВВС.
С 9 сентября 1953 года ведущий инженер авиационного завода № 156 ОКБ А. Н. Туполева.
С 23 сентября 1953 года в соответствии с Постановлением Совета Министров СССР от 18 августа 1953 года прикомандирован к Министерству авиационной промышленности (МАП) с оставлением в кадрах Советской Армии, и работал в ОКБ А. Н. Туполева. C 1954 года — член КПСС.
В 1954 году принимал участие в полётах по испытанию опытного двигателя.
В период с 1955 по 1959 год участвовал в заводских испытаниях первого турбовинтового опытного стратегического бомбардировщика, самолёта Ту-104, системы заправки в воздухе на самолёте Ту-16, проведении первого вылета и совместных испытаниях самолёта Ту-104А, Ту-107, в испытаниях тяжёлого самолёта на больших углах атаки, вплоть до сваливания. В 1959 году принимал участие в подготовке самолёта Ту-114 к полётам по маршруту Москва — Нью-Йорк, Москва — Вашингтон.
С 1960 года был начальником Лётно-экспериментальной станции ОКБ-156, одновременно участвовал в испытательных полётах в качестве ведущего инженера.
В 1960—1963 годах принимал участие в проведении первого вылета и заводских испытаниях самолётов Ту-124 и Ту-134.
С 1964 года участвовал в испытаниях всех самолётов ОКБ А. Н. Туполева.
Весной 1964 года успешно прошёл медицинское обследование для участия в полёте на корабле «Восход» в качестве кандидата от министерства авиационной промышленности. По некоторым данным, был отобран в группу подготовки лично С. П. Королёвым.
С 1 июня 1964 года проходил подготовку к первому полёту на корабле «Восход» в составе группы, в ОКБ предполагали подключение его к испытательным полётам по программе создания ВКС типа «136» «Звезда» и «137» «Спутник», работы над которыми в начале 60-х годов велись в ОКБ А. Н. Туполева, но уже 2 июля прекратил подготовку по состоянию здоровья.
В феврале 1965 года А. Н. Туполев предпринял попытку вновь подключить его к подготовке к полётам, но она не увенчалась успехом. Тем не менее, в самом ОКБ А. Н. Туполева он рассматривался как один из возможных кандидатов для участия в испытательных полётах аэрокосмических систем, проработка которых велась в 60-е годы в конструкторском бюро.
3 июня 1973 года заместитель главного конструктора ОКБ А. Н. Туполева, руководитель испытаний Ту-144, инженер генерал-майор В. Н. Бендеров погиб в авиакатастрофе на самолёте Ту-144 (командир корабля М. В. Козлов) во время показательного выступления на авиасалоне в Ле Бурже под Парижем. Похоронен на Новодевичьем кладбище в Москве.

## Личная жизнь
Первая супруга — Елисеева Галина Васильевна (1925—1998), вторая жена — Бабушкина Роза Александровна (1929 г. р.). Дети — Валерий (1946 г. р.) и Ольга (1954 г. р.).

## Награды
- Орден Ленина
- Орден «Знак Почёта»
- Медаль «За боевые заслуги»
- Медаль «В ознаменование 100-летия со дня рождения Владимира Ильича Ленина»
- Медаль «За победу над Германией в Великой Отечественной войне 1941—1945 гг.»
- Юбилейная медаль «Двадцать лет Победы в Великой Отечественной войне 1941—1945 гг.»
- Юбилейная медаль «30 лет Советской Армии и Флота»
- Юбилейная медаль «40 лет Вооружённых Сил СССР»
- Юбилейная медаль «50 лет Вооружённых Сил СССР»
- Медаль «В память 800-летия Москвы»
- Медаль «За безупречную службу» 1-й степени
- Медаль «За безупречную службу» 2-й степени

## Воинские звания
- Младший техник-лейтенант (10.05.1946).
- Техник-лейтенант (31.10.1947).
- Старший техник-лейтенант (06.07.1950).
- Старший инженер-лейтенант (17.10.1951).
- Инженер-капитан (04.02.1953).
- Инженер-майор (19.05.1959).
- Инженер-полковник (10.08.1963).
- Генерал-майор инженерно-технической службы  (22.02.1971).

## Спортивные достижения
Установил 22 мировых рекорда по самолётному спорту, среди них:
- рекорд скорости полёта (1 015.866 км/час) по замкнутому 1000-километровому маршруту с коммерческим грузом 15000 кг на реактивном самолёте Ту-104б в составе экипажа (1 августа 1959),
- рекорд подъёма максимального груза (20 053 кг) и высоты полёта 11 221 м с грузом 20 т на самолёте Ту-104А (6 сентября 1957),
- рекорд скорости полёта на участке 2000 км с грузом 2 т на самолёте Ту-104А с результатом 897.498 км/час (11 сентября 1957),
- рекорд скорости полёта (959.94 км/час) по замкнутому 2000-километровому маршруту с коммерческим грузом 15000 кг, 10000 кг, 5000 кг, 2000 кг, 1000 кг и без груза, достигнутой на самолёте Ту-104Е (2 апреля 1960).